# Прапор Партеніта
Прапор Партеніта затверджений 31 серпня 2006 р. рішенням Партенітської селищної ради.

## Опис прапора
Прямокутне полотнище із співвідношенням сторін 2:3 від верхніх кутів до середини нижнього краю розділене клиноподібною білою тонкою смугою клиноподібно на три частини: синю древкову, червону і синю вільну. У верхній частині Св. Іоанн Готський у білому одязі, у древковій і вільній — білий меандр.